# Scorpio Rising (album de La Muerte)
Pour les articles homonymes, voir Scorpio Rising.
Albums de La Muerte
Black God White Devil
(1988) Death Race 2000
(1989)
Scorpio Rising, sorti en 1988, est le quatrième et dernier EP du groupe belge La Muerte.

## L'album
Le producteur Paul Delnoy reprend la basse sous le nom de Paul Dunlop.

Premier album avec le batteur Michel De Greef.

Tous les titres ont été composés par les membres du groupe.

## Les musiciens
- Marc du Marais : voix
- Dee-J : guitare
- Paul "Dunlop" Delnoy : basse
- Michel De Greef : batterie

## Les titres
1. Shoot In Your Back
2. Scorpio Rising
3. I Lost My Hand
4. Hellfire

## Informations sur le contenu de l'album
Les titres Shoot In Your Back et I Lost My Hand figureront également sur l'album Death Race 2000.